# Сант
Сант (фр. Santes) — коммуна во Франции, регион О-де-Франс, департамент Нор, округ Лилль, кантон Лилль-6. Расположена в 9 км к юго-западу от Лилля, на берегу канала Дёль, в 5 км от автомагистрали А25.
Население (2017) — 5 724 человека.

## Достопримечательности
- Церковь Святого Петра XV—XIX веков, памятник истории
- Форт X—XII веков, разрушенный, затем восстановленный в XVII веке — в настоящее время находится в частной собственности, превращен в Шато
- Шато де ла Раш XVI—XVIII веков
- Парк Дёль

## Экономика
Структура занятости населения:
- сельское хозяйство — 0,9 %
- промышленность — 15,7 %
- строительство — 21,6 %
- торговля, транспорт и сфера услуг — 40,8 %
- государственные и муниципальные службы — 21,0 %

Уровень безработицы (2017) — 7,8 % (Франция в целом — 13,4 %, департамент Нор — 17,6 %). 

Среднегодовой доход на 1 человека, евро (2017) — 24 680 (Франция в целом — 21 110, департамент Нор — 19 490).

## Демография
Динамика численности населения, чел.

## Администрация
Пост мэра Санта с 2020 года возглавляет Язид Белаб (Hiazid Belabbes). На муниципальных выборах 2020 года возглавляемый им центристский список победил в 1-м туре, получив 50,32 % голосов.
| Период | Период | Фамилия        | Партия                                                        | Примечания |
| ------ | ------ | -------------- | ------------------------------------------------------------- | ---------- |
| 1945   | 1989   | Робер Дюжарден |                                                               |            |
| 1989   | 2020   | Филипп Барре   | Союз за французскую демократию, Союз демократов и независимых |            |
| 2020   |        | Язид Белаб     | Разные центристы                                              |            |

## Города-побратимы
- Нидернберг, Германия

## Галерея

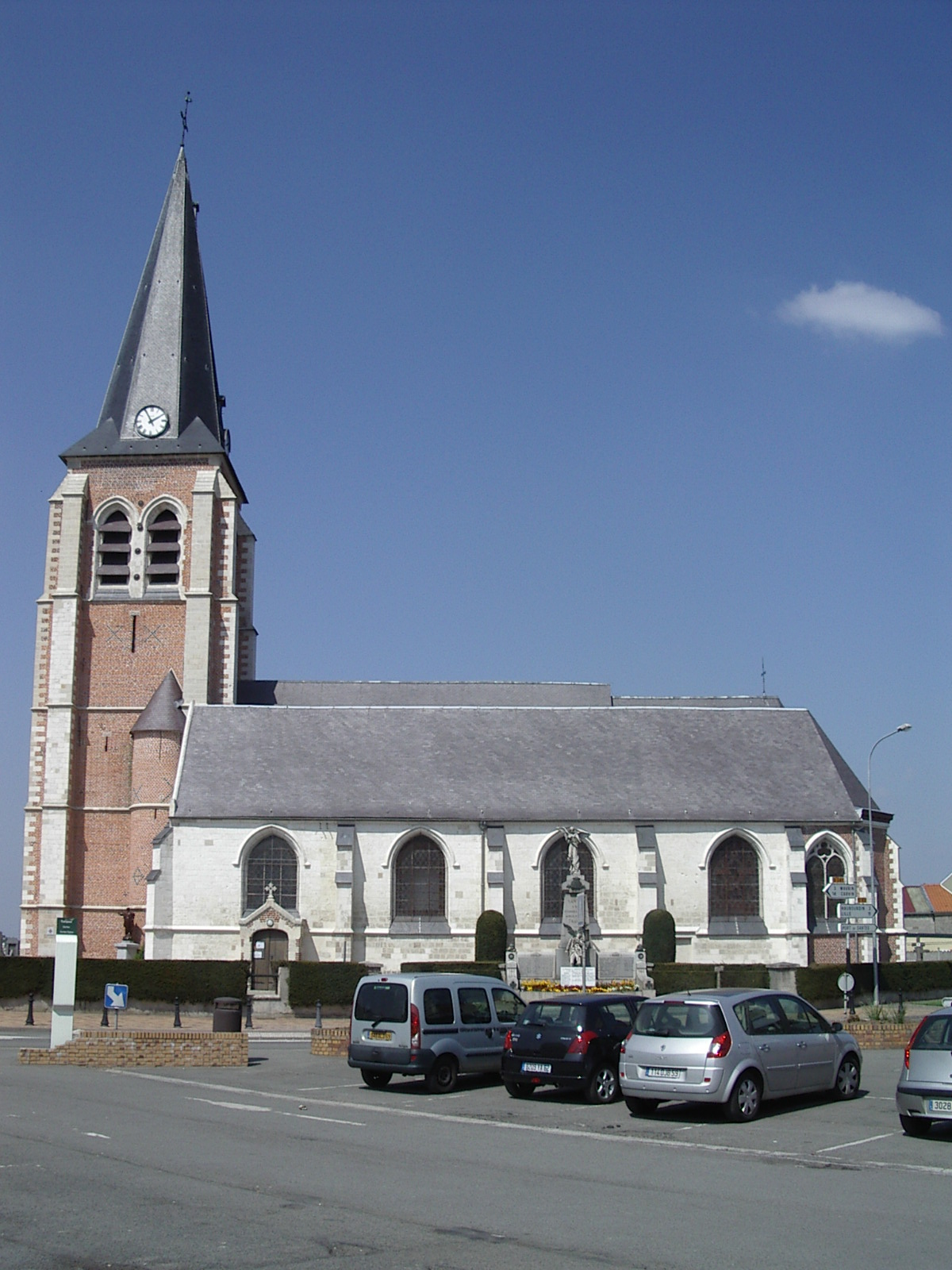
Церковь Святого Петра
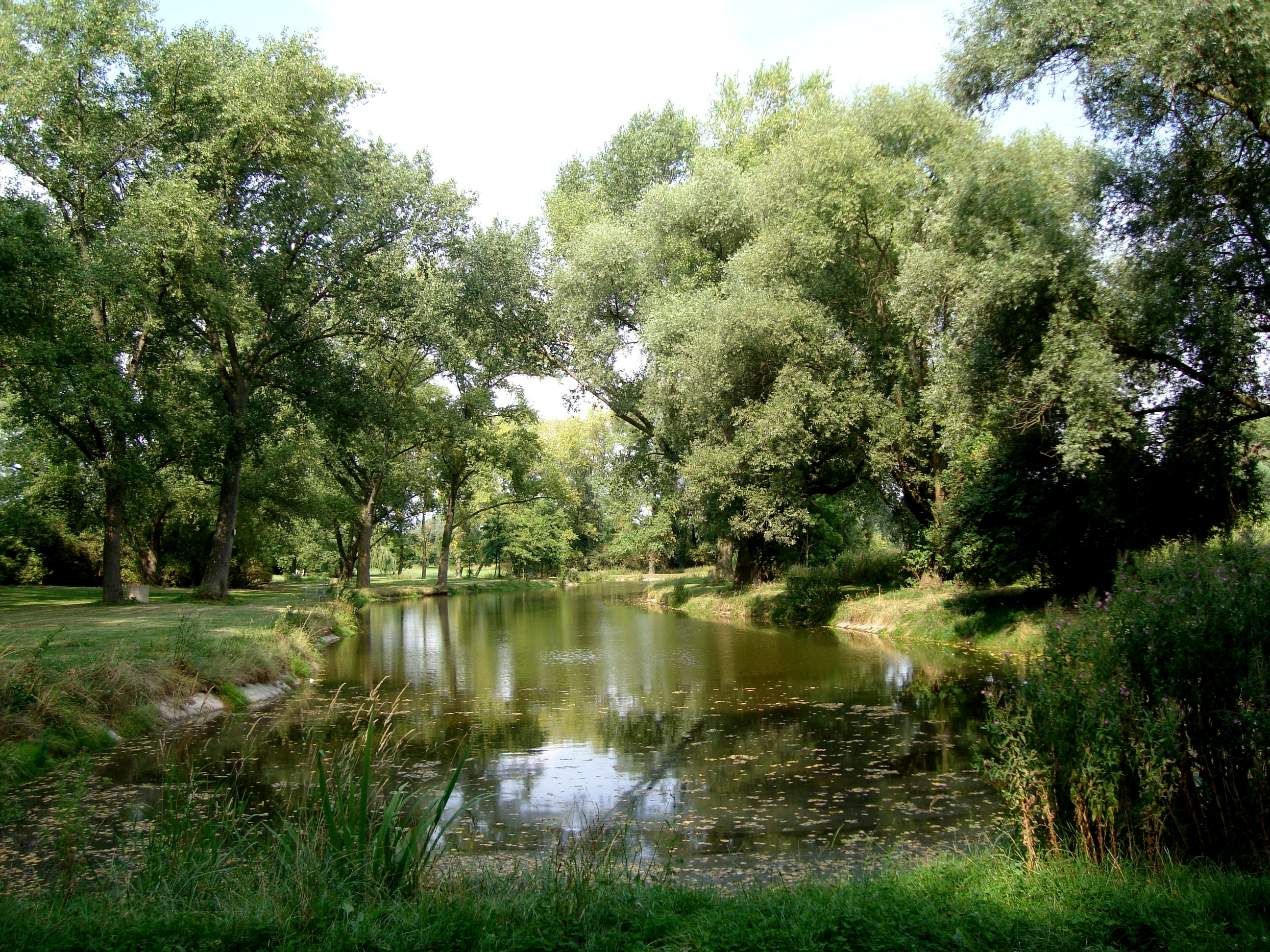
Парк Дёль

1. 1 2  база данных о французских коммунах — Национальный географический институт Франции, 2015.